# Corcobara angulipennis
Corcobara angulipennis är en fjärilsart som beskrevs av Moore 1882. Corcobara angulipennis ingår i släktet Corcobara och familjen nattflyn. Inga underarter finns listade i Catalogue of Life.